# 中鹿駿
中鹿 駿（なかしか しゅん、1998年10月8日 - ）は、ジャパンラグビーリーグワン日野レッドドルフィンズに所属するラグビー選手。

## プロフィール
- 京都府出身[1]。
- ポジションはロック(LO)。
- 身長 181 cm、体重 105 kg

## 略歴
2017年、光泉高校卒業後、天理大学に入る。
2021年、天理大学卒業後、JR西日本レイラーズに加入。
2022年、日野レッドドルフィンズに加入。

## 受賞歴
- 2024-25ベストタックラー(DIVISION 2), ゴールデンショルダー (DIVISION 2)